# Koko (Gorilla)
Koko (* 4. Juli 1971 in San Francisco, Kalifornien; † 19. Juni 2018 in Woodside, Kalifornien) war ein weiblicher Westlicher Flachlandgorilla, der durch seine Beherrschung einer modifizierten Gebärdensprache bekannt wurde.

## Leben
Koko wurde im San Francisco Zoo geboren. Im Alter von sechs Monaten erkrankte sie schwer und musste anschließend von Menschen betreut werden, u. a. von der Psychologin Francine Patterson. 1974 wurde Koko zu Forschungszwecken an die Stanford University ausgeliehen. Seit 1979 befand sie sich zusammen mit anderen Gorillas in der 1976 gegründeten Gorilla Foundation im kalifornischen Woodside, wo sie am 19. Juni 2018 im Alter von 46 Jahren starb.
Koko erlangte internationale Aufmerksamkeit, nachdem Francine Patterson und andere Wissenschaftler der Stanford University ihr beigebracht hatten, mit einer abgewandelten Form der amerikanischen Gebärdensprache mit Menschen zu kommunizieren. Koko beherrschte über 1000 Zeichen der Gebärdensprache und verstand annähernd 2000 gesprochene englische Wörter. Dies entspricht nahezu dem Wortschatz, den normale Menschen im Alltag benutzen. Koko schaffte es auf das Titelblatt von National Geographic und gilt bis heute als das schlauste Tier der Welt. Sie war darüber hinaus der einzige bekannte Gorilla, der den Spiegeltest bestand. Auf die Frage: „Wohin gehen die Tiere, wenn sie sterben?“ habe Koko mit drei Zeichen: „Gemütlich – Höhle – Auf Wiedersehen“ geantwortet. Patterson machte ihre Daten anderen Wissenschaftlern nicht zugänglich.
Koko hatte keine Nachkommen. Die meiste Zeit ihres Lebens verbrachte sie in Woodside.

## Sprachbewusstsein
Während ihre Zeichensprachfähigkeit und ihre emotionale Reaktion auf Fragen dafür sprechen, dass sie tatsächlich wusste, was sie sagte, argumentieren einige Wissenschaftler mit dem Kluger-Hans-Effekt. Dieser mindere Kokos Expressivität und symbolische Kommunikationsfähigkeit zwar nicht, bedeute aber, dass sie kein echtes Verständnis vom Gesagten habe, sondern Gelerntes situativ und routiniert anwende. Darüber hinaus wird bemängelt, dass beinahe sämtliche Studien zu Koko von Patterson selbst stammen. 

## Name
Koko ist die Kurzform für japanisch Hanabi-Ko (花火子), was übersetzt Feuerwerkskind bedeutet und sich auf ihren Geburtstag bezieht, den Unabhängigkeitstag der Vereinigten Staaten am 4. Juli.

## Film
- Koko war die Inspiration für den „sprechenden“ Menschenaffen Amy aus Michael Crichtons Roman Congo.
- In einer Episode der US-Serie Seven Days – Das Tor zur Zeit erhält ein Menschenaffe mit dem Namen Kiki einen Koffer und aktiviert durch die Eingabe des Codes sämtliche Nuklearwaffen der Vereinigten Staaten.
- Koko, le gorille qui parle, französischer Dokumentarfilm (1978) von Barbet Schroeder.